# Tagewaldhorn
Tagewaldhorn (wł. Corno di Tramin) – szczyt w Sarntaler Alpen, paśmie Alp Wschodnich. Leży w północnych Włoszech w regionie Trydent-Górna Adyga, w Południowym Tyrolu.